# 雙溪 (臺北市)

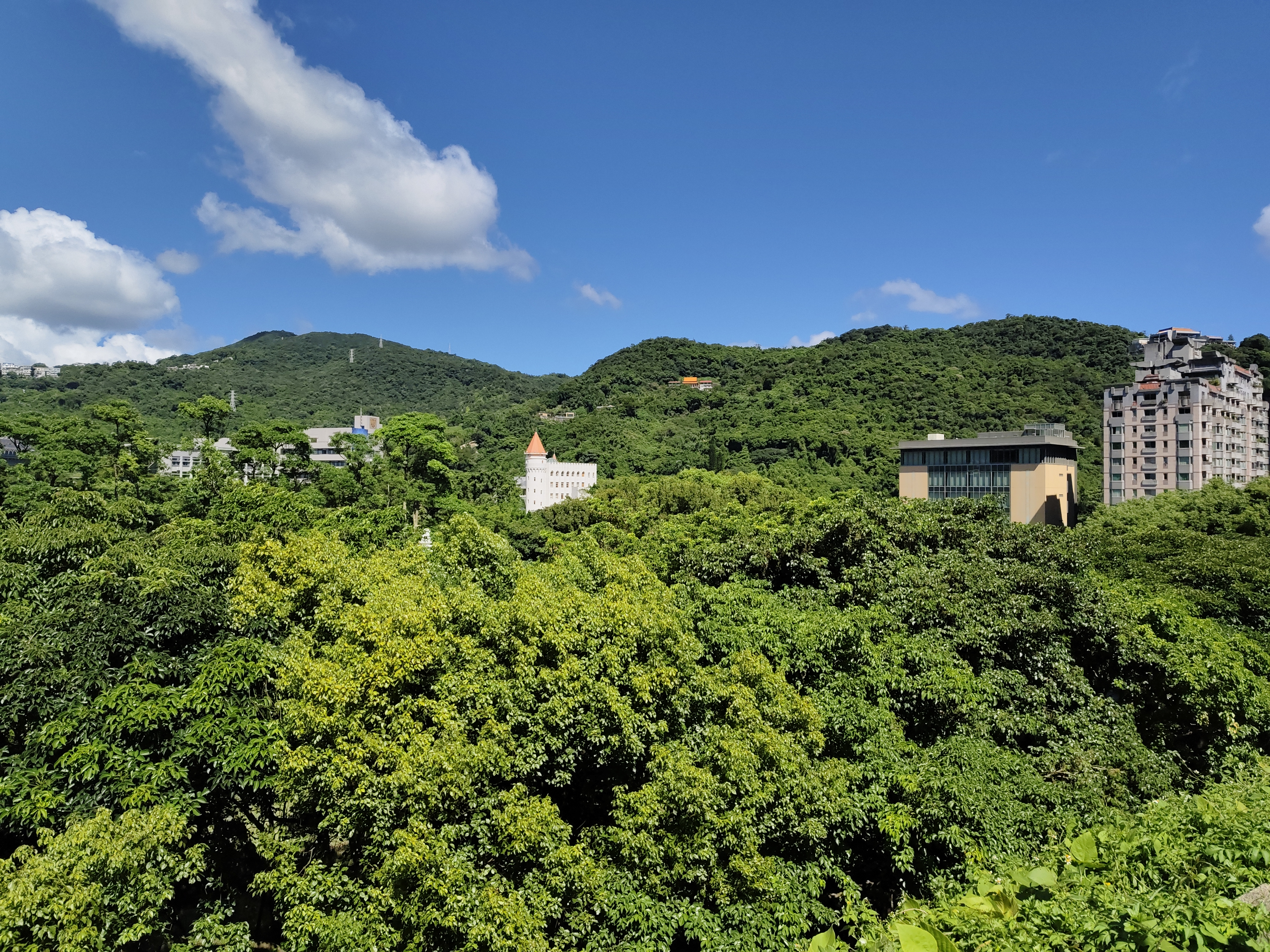
雙溪庄外雙溪一景

雙溪，是臺北市士林區的一個地名，位於該區東南部，範圍大致包括福林里東端東吳大學一帶、臨溪里不含最西端一小塊地及北部至善路以西部分、翠山里、溪山里不含最西端部分地區、平等里南端太平尾一帶。

## 歷史
台灣清治末期至日治前期，該地區為一街庄，稱為「雙溪庄」，隸屬於芝蘭一堡。該庄輪廓略呈東北—西南方向的狹長形，東北與頂萬里加投庄為鄰，東南與叭嗹港庄、里族庄、內湖庄、北勢湖庄、大直庄為鄰，西南邊是林仔口庄，西北邊是永福庄、公館地庄、坪頂庄。
1901年（日治明治三十四年）11月，該庄隸屬於臺北廳，編入第九區。1906年（明治三十九年）1月，第九改名「士林區」。1920年（大正九年），該庄改制為「雙溪」大字，隸屬於臺北州七星郡士林街，大字下有「內雙溪」、「外雙溪」小字名。
戰後士林街改制為士林鎮，隸屬於臺北縣，大字亦改制為里。1949年，士林鎮與北投鎮一併改隸屬新成立的草山管理局。1950年隨著草山改名為陽明山，草山管理局亦改名為陽明山管理局，士林鎮仍隸屬之。1968年7月臺北市改制為院轄市，士林鎮併入成為士林區。1990年3月，臺北市各區重劃，該地區仍屬於士林區。

## 交通
至善路二段、三段為雙溪地區最重要的連絡道路，大致沿內雙溪溪谷而建。

## 學校
- 東吳大學雙溪校區
- 衛理女中
- 至善國中
- 雙溪國小

## 公共設施
- 國立故宮博物院

## 公園
- 至善園
- 原住民文化主題公園

## 廟宇
- 開臺聖王成功廟
- 外雙溪福德宮：位於故宮博物院旁。